# Gatunek acidotolerancyjny
Gatunek acidotolerancyjny - gatunek odporny na niskie pH. Występowanie w wodach torfowiskowych i dystroficznych związane jest z tolerowaniem niskiego pH i brakiem potencjalnych konkurentów, a nie ścisłym przystosowaniem do wód torfowiskowych (nie jest więc typowym tyrfobiontem).
Przykładem gatunku acidotolerancyjnego jest chruścik - Oligotricha striata. W umiarkowanie kwaśnych wodach występować mogą także gatunki pospolite w wodach o obojętnym lub lekko zasadowym odczynie (eurybionty).